# Belo sur Mer
Belo Mer o  Belo sur Merè una città e comune del Madagascar situata nel distretto di Morondava, regione di Menabe. 
La popolazione del comune rilevata nel censimento 2001 era pari a 8 000 unità.